# Platydecticus tumidiplatus
Platydecticus tumidiplatus är en insektsart som beskrevs av Rentz, D.C.F. och Gurney 1985. Platydecticus tumidiplatus ingår i släktet Platydecticus och familjen vårtbitare. Inga underarter finns listade i Catalogue of Life.